# ألان ويلسون (رياضياتي)
ألان ويلسون (بالإنجليزية: Alan Wilson)‏ هو جغرافي ورياضياتي بريطاني، ولد في 8 يناير 1939 في برادفورد في المملكة المتحدة.